# Verbascum parviflorum
Verbascum parviflorum är en flenörtsväxtart som beskrevs av Jean-Baptiste de Lamarck. Verbascum parviflorum ingår i släktet kungsljus, och familjen flenörtsväxter. Inga underarter finns listade i Catalogue of Life.